# Tadeusz Wołowski

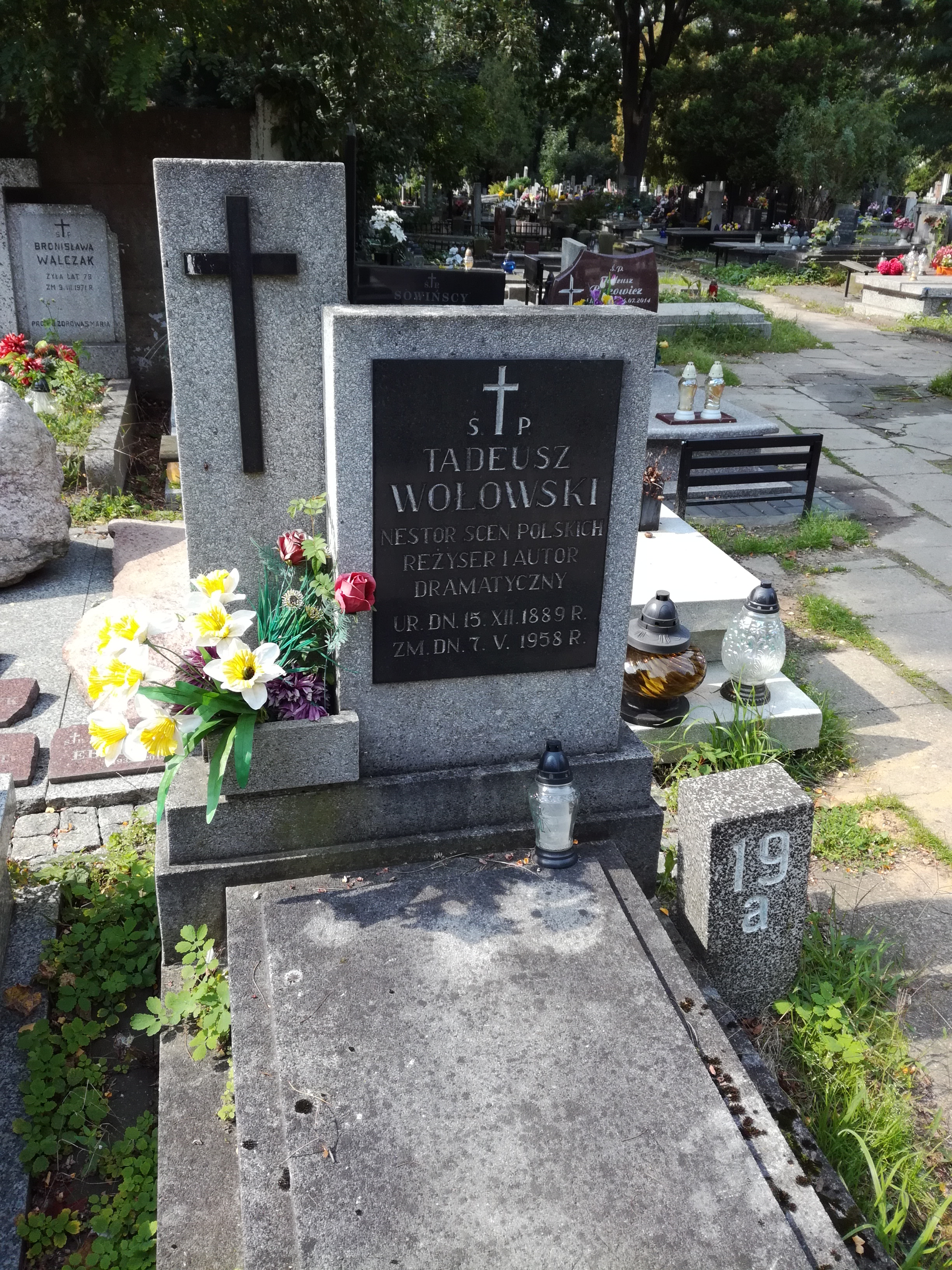
Grób Tadeusza Wołowskiego na Starym Cmentarzu w Łodzi

Tadeusz Wołowski (ur. 15 grudnia 1889, zm. 7 maja 1958 w Łodzi) – polski reżyser.
Przed wojną pracował w Teatrze Wielkim w Warszawie. Po wrześniu 1939 był żołnierzem ZWZ-AK. Zarejestrowany oficjalnie jako fotograf, należał do komórki Żegoty zorganizowanej przez rzeźbiarza Albina Bonieckiego. Pomniejszał fotografie przeznaczone dla Londynu, fotografował pierwsze egzekucje na Lesznie, wykonywał zdjęcia do fałszywych dokumentów. Ukrywał również Żydów, roznosił innym ukrywającym się pieniądze z Żegoty rozdzielane przez Anielę Steinsbergową.
Za wiedzą władz konspiracyjnych podjął pracę zarobkową jako autor tekstów w teatrach jawnych "Nowości" i "Maska", gdzie również sporadycznie występował. Na początku 1942 został uprzedzony przez Tymoteusza Ortyma, kierownika "Nowości", że Urząd Propagandy wytypował go do wzięcia udziału w konkursie na sztukę antytyfusową. Za pośrednictwem Żegoty Wołowski powiadomił o konkursie Tajną Radę Teatralną, od której otrzymał zalecenie przygotowania utworu, który nie będzie się nadawał do wystawienia na scenie. Obawiając się o los żony, aktorki Czesławy Celińskiej, Wołowski napisał poprawny formalnie i zgodny z wymogami konkursu dramat pt. Zaświta, o wiejskim lekarzu, byłym studencie prof. Weigla, walczącym z epidemią tyfusu. Sztuka ta została wyróżniona drugą nagrodą w konkursie, ale nigdy nie została wystawiona.
Po wybuchu powstania przedostał się z żoną do Lublina, gdzie zgłosił się do pracy w resorcie kultury i sztuki PKWN. Po 1945 Wołowski pracował w teatrach w Częstochowie, ponownie w Lublinie i wreszcie w Łodzi, gdzie został aresztowany 17 września 1948 pod zarzutem kolaboracji. 31 maja 1949 wspólnie z Tadeuszem Hoffmanem, impresario propagandowego Teatru Objazdowego oraz sądzoną zaocznie Haliną Rapacką (laureatką pierwszej nagrody w konkursie antytyfusowym), Wołowski został oskarżony na mocy Dekretu sierpniowego o zdradę narodu polskiego.
W czasie rozpraw w lipcu i wrześniu 1950 na korzyść Wołowskiego zeznawali ukrywani przez niego Żydzi, współpracownicy z konspiracji i teatrów jawnych. Sąd nie dał wiary, że Wołowski poinformował o konkursie podziemie i radził się w tej sprawie autorytetów, a jego praca nie zawierała akcentów antysemickich, uwierzył natomiast w zeznania impresario Hoffmana, który nie tylko nie potrafił podać poprawnego tytułu konkursowej sztuki, ale i podawał nieprawdziwe informacje o swoich rzekomych kontaktach ze współoskarżonym. Wydział I Karny Sądu Apelacyjnego skazał 12 września 1950 Tadeusza Wołowskiego na 5 lat więzienia z zaliczeniem okresu aresztowania. Po rewizji na wniosek skazanego, 16 lutego 1951 Sąd Najwyższy zmniejszył karę do trzech lat. 21 lutego Czesława Wołowska zwróciła się z prośbą o łaskę dla męża do Bolesława Bieruta, który podpisał ułaskawienie 9 kwietnia 1951.
Po opuszczeniu więzienia Wołowscy przenieśli się do Częstochowy, gdzie Tadeusz podjął pracę reżysera w Teatrze Dramatycznym. W sezonie 1952–1953 pracował w Teatrze Małym w Łodzi, a od 1954 do 1957 w Teatrze Muzycznym w Lublinie.
Został pochowany na Starym Cmentarzu w Łodzi.